# 北見山地
北見山地（きたみさんち）は、北海道北東部をほぼ南北に走る山地。上川総合振興局とオホーツク総合振興局の境界に沿うように連なる。天塩山地、石狩山地、夕張山地、日高山脈などとともに北海道の南北に貫く蝦夷山系をなしている。
天塩川のつくる盆地列の東に並ぶ山地で、北海道のオホーツク海側と日本海側を分ける分水嶺となっている。天塩岳や渚滑岳など石狩山地に近い南部が最も標高が高く、北と東に向かって低くなっており、この傾斜はオホーツク海の広い大陸棚まで続く。山々は1,000m以下の低山が多く、稜線の連続があまり見られず山塊が孤立して存在する。
エゾマツ・トドマツの森林に覆われ、付近では林業が盛ん。鉱物資源も多く、北部に銅の下川鉱山（下川町）、南部に日本最大の水銀鉱床を持つイトムカ鉱山（北見市）、東部に東洋有数の金山であった鴻之舞鉱山（紋別市）などがあったが、いずれも閉山している。

## 主な山
- 常呂山 (481m)
- イワケシ山 (425m)
- 佐呂間山 (515m)
- 幌岩山 (376m)
- 仁頃山 (829m)
- 於鬼頭岳 (1,176m)
- 天塩岳 (1,558m)
- 天塩富士 (1,450m)
- チトカニウシ山 (1,446m)
- 渚滑岳 (1,345m)
- 幾山岳 (1,031m)
- ウエンシリ岳 (1,142m)
- 函岳 (1,129m)
- 北見富士（1,306m）
- 雄柏山 (1,268m)
- 立牛岳（630m）
- 紋別山（334m）
- ポロヌプリ岳 (835m)
- トーウツ岳 (742m)
- 毛鐘尻山 (916m)
- ピヤシリ山 (987m)
- 松山 (804m)
- 鬱岳 (818m)
- 音威富士 (489m)
- シアッシリ山 (903m)
- ポロヌプリ山 (841m)
- 珠文岳 (761m)
- 敏音知岳 (703m)
- 松音知岳 (531m)
- 斜内山 (439m）